# Duinparelmoervlinder
De duinparelmoervlinder (Fabriciana niobe) is een vlinder uit de familie Nymphalidae, de vossen, parelmoervlinders en weerschijnvlinders.

## Kenmerken
Voorvleugellengte: 23–30 mm. De bovenkant van de vleugels is oranje met zwarte vlekken en stippen. De onderkant van de achtervleugel heeft een gele zweem en de tekening is niet bijzonder contrastrijk. De achterrandvlekken zijn driehoekig. Er bevindt zich een rij kleine witte vlekken met roodbruine rand op de onderkant van de achtervleugel. In de middencel van de onderkant van de achtervleugel ligt een kleine gele of witte vlek waarin vaak (maar niet altijd) een zwarte stip zit.
De bovenzijde van de vleugels lijkt sterk op die van de grote parelmoervlinder (Argynnis aglaja) en die van de bosrandparelmoervlinder (Argynnis adippe),
Ze heeft op de onderzijde van de achtervleugel een rij kleine witte of zilverachtige vlekjes met bruinrode rand. De vleugellengte bedraagt 23–30 mm.
De achtervleugel heeft aan de onderzijde een gele zweem met een niet erg contrastrijke tekening. De vlekken aan de achterrand zijn driehoekig.
Op grote hoogte komt de vorm Fabriciana niobe eris voor. Bij deze vorm ontbreken de zilveren vlekken op de onderzijde van de achtervleugel.

## Levenscyclus
De vliegtijd is van mei tot en met augustus. De piek valt in de periode tussen half juni en half augustus.
De vrouwtjes zetten de eitjes af op de stengels van de viooltjes. Dit ei overwintert tussen strooisel. Pas het volgend voorjaar verlaat de rups de eischaal. De verpopping vindt plaats onder in de vegetatie. Ze kent slechts één generatie per jaar.

## Ecologie
De vlinder heeft een voorkeur voor droge schrale graslanden in de buurt van bossen en in droge duinvegetaties. Het duinviooltje en het hondsviooltje zijn waardplant voor deze vlinder. Zowel de graslanden als de heiden hebben soortenrijke vegetaties met een mozaïekstructuur en een geleidelijke overgang in hoogte en soortensamenstelling. In de droge, schrale open delen groeien de viooltjes, in de ruigere delen groeien de nectarplanten. Het leefgebied heeft gemiddeld een meer open structuur dan dat van de grote parelmoervlinder. Dit houdt vermoedelijk verband met de grotere warmtebehoefte van de duinparelmoervlinder, die in Nederland zijn areaalgrens bereikt.

## Verspreiding
De duinparelmoervlinder staat op de Nederlandse Rode lijst dagvlinders als bedreigd vermeld. Ze komt voor in de duinen ten noorden van Hillegom, op de Waddeneilanden (op Vlieland is de soort algemeen en soms talrijk). Tot 2008 was er nog een populatie in Het Nationale Park De Hoge Veluwe. In de eerste helft van de 20ste eeuw kwam de duinparelmoervlinder nog voor in grote delen van de Veluwe, Utrechtse Heuvelrug, de Achterhoek en verspreid in Noord-Brabant en Limburg.
Sinds 1977 of 1991 is ze uit Vlaanderen verdwenen.
Ze is wijdverbreid in grote delen van Europa en op Europees niveau niet in gevaar: Van Ierland en Groot-Brittannië en midden Scandinavië in het noorden tot de Middellandse Zeekust, inclusief Sicilië, maar niet op de andere Middellandse Zee eilanden of de zuidkust van Spanje en Portugal. In gebergten komt ze voor tot op hoogten van 2400 meter.